# Adagnesia rimosa
Adagnesia rimosa är en sjöpungsart som beskrevs av Monniot 1974. Adagnesia rimosa ingår i släktet Adagnesia och familjen Agneziidae. Inga underarter finns listade i Catalogue of Life.